# Paul Auguste Hariot
Paul Hariot ( 1854 - 5 de julio de 1917 ) fue un farmacéutico, botánico y briólogo, algólogo, y micólogo francés.

## Biografía
Era hijo de Louis Hariot, farmacéutico en Méry-sur-Seine, donde desarrolló su pasión por la botánica.
Alumno de la "Escuela Superior de Farmacia de París donde en 1877 es nombrado preparador de botánica, y será igualmente Interno en Farmacia de los Hospitales de París de 1876 a 1880, defendiendo su tesis de farmacia en 1882, y ese mismo año obtiene el grado de farmacéutico de 1.ª clase.
Un evento extraordinario se produjo luego de una existencia más bien tranquila. Se lo consulta para participar entre 1882 y 1883 como un botánico en la misión científica del Cabo de Hornos a bordo de La Romanche y se refiere, además de sus observaciones biogeográficas y etnográficas, a una bella colección de algas s con sus descripciones publicadas en el informe de la misión, orientando su futura carrera en Ficología.
En 1888 se licencia en Ciencias naturales, ingresando al Museo Nacional de Historia Natural de Francia al servicio del Profesor Philippe Van Tieghem donde se pone a cargo de extraer del herbario general las colecciones de vegetales no fanerógamas a fin de crear y de ordenar un real herbario criptogámico. En 1892 es designado preparador titular.
Emprende la clasificación y categorización de las muestras recogidas por Sébastien Vaillant (1669-1722), y de los hermanos Edmond y Charles Tulasne así como de las colecciones reportadas por varios viajeros naturalistas del siglo XIX. Cuando era necesario, revisaba las posiciones sistemáticas de las especies descritas, así su nombre aparece tan a menudo como el segundo autor de numerosas especies de algas. Formado y perfeccionado por sus amigos y maestros Narcisse Patouillard y del abate Hue, y guiado por las enseñanzas de su iniciador Édouard Bornet, él mismo se convierte en un referente apreciado y reconocido por sus Directores (Van Tieghem y Louis Mangin), y de estudiosos y a los micólogos corresponsales extranjeros.
En 1890, es galardonado con el premio Montagne, discernido por la Academia de las Ciencias por su monografía del género de algas terrestres Trentepohlia.
Contribuye a la vulgarización naturalista y además autor de varios títulos en una colección de atlas y atlas de bolsillo iniciado por el editor especializado en ciencias naturales Paul Klincksieck. Sus publicaciones incluyen la primera guía práctica en idioma francés de Ficología¨: Atlas des algues marines les plus répandues des côtes de France (Atlas de algas marinas más repartidas de Francia).

## Algunas publicaciones
- Hariot Louis, Hariot Paul. Florule du canton de Méry-sur-Seine. Imprimerie et lithographie Dufour-Bouquot, Troyes, 1874, 76 p.

- Hariot Paul. Flore de Pont-de-Seine. Imprimerie et lithographie Dufour-Bouquot, Troyes, 1879, 62 p.

- ----. De Bordeaux au Cap Horn. Notes de voyage à travers l'Atlantique et le détroit de Magellan. Troyes, 1884

- Bescherelle Émile, Franchet André, Hariot Paul, Massalongo c., Petit Paul. Mission scientifique du Cap Horn 1882-1883, v. V: Botanique, Gauthier-Villars, París, 1888-1889

- Hariot Paul. Atlas des algues marines les plus répandues des c?tes de France. Librairie des sciences naturelles, Paul Klincksieck, Paris, 1892, 51 p.

- ----. Atlas colorié des plantes médicinales indigènes. Librairie des sciences naturelles, Paul Klincksieck, Paris, 1900

- ----. Le livre d'or des roses: Iconographie, histoire et culture de la rose. L. Laveur, 1903, 130 p.

- ----. Les Urédinées (rouilles des plantes). Octave Doin, Paris, 1908

- ----. Atlas de poche des fleurs de jardins les plus faciles à cultiver. L. Lhomme, 1912

## Honores

### Epónimos
Géneros
- Hariotia P.Karst. 1889, nom. illeg. sin. Delphinella (Sacc.) Kuntze, 1898

- Hariotina P.A.Dang. 1889

- Hariotula G.Arnaud, 1917 sin. Cyclotheca Theiss. 1914

Especies
- (Asteraceae) Lagenophora hariotii (Franch.) T.R.Dudley[2]

- (Orchidaceae) Chamaeangis hariotiana (Kraenzl.) Schltr.[3]

- (Orchidaceae) Microterangis hariotiana (Schltr.) Senghas[4]

- (Saxifragaceae) Saxifraga hariotii (Luizet & Soulie[5]

- La abreviatura «Hariot (para algas)» se emplea para indicar a Paul Auguste Hariot como autoridad en la descripción y clasificación científica de los vegetales.[6]
- La abreviatura «Har.» se emplea para indicar a Paul Auguste Hariot como autoridad en la descripción y clasificación científica de los vegetales.[7]